# Кейп-Мей (мыс)
Мыс Кейп-Мей (англ. Cape May) — полуостров на восточном побережье США, южная оконечность мыса является самой южной точкой штата Нью-Джерси. Мыс проходит от южной части континентальной территории штата и отделяет залив Делавэр от Атлантического океана. Назван в честь голландского мореплавателя Корнелиуса Якобсена Мея.